# Сноуборд

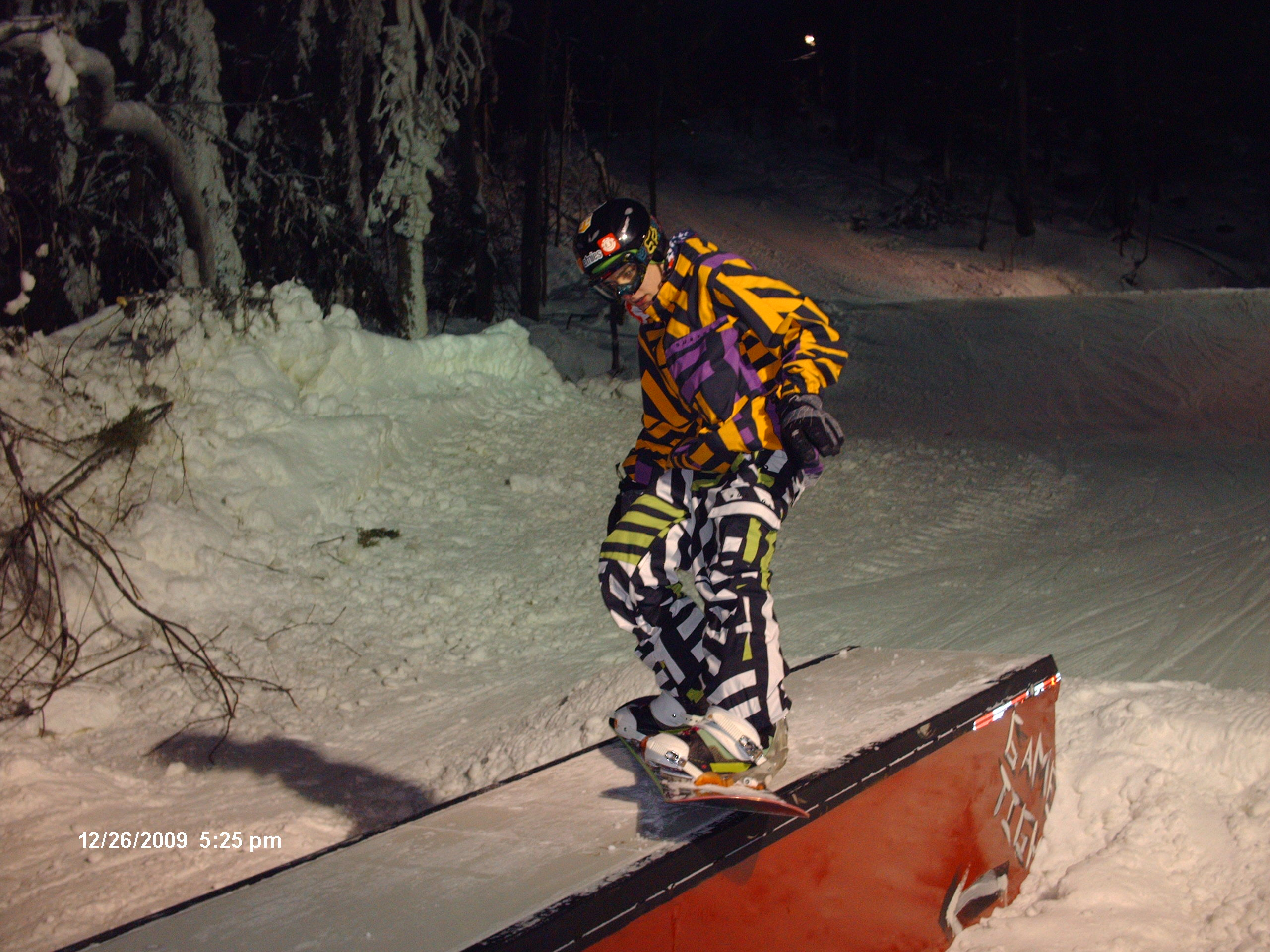
Сноубордист практикує джибінг

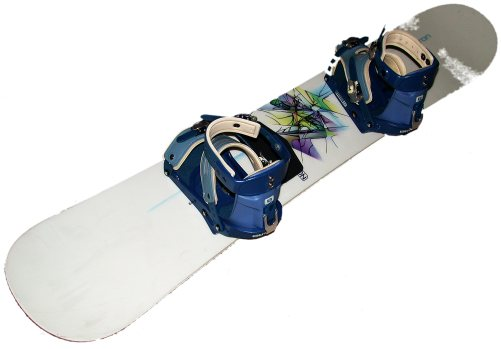
Сноуборд з м'якими кріпленнями

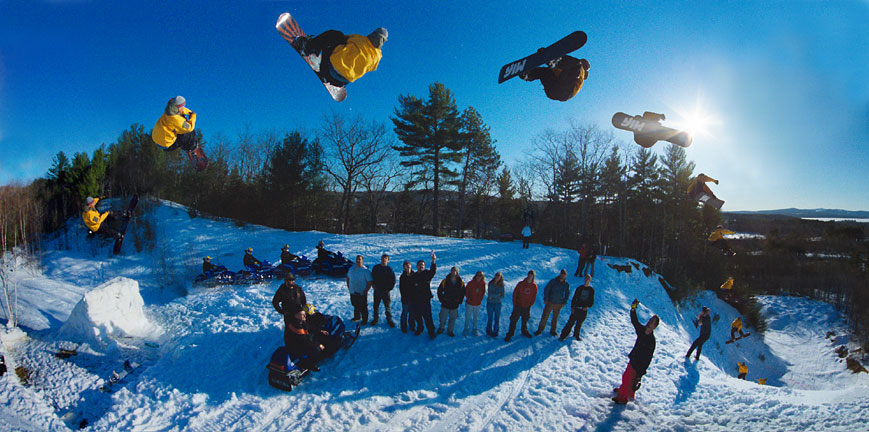
Сноубордер показаний на декількох етапах польоту

Це стаття про спортивний снаряд. Про вид спорту див. Сноубординг
Сноубо́рд (англ. snowboard, букв. «снігова дошка») — спортивний снаряд, призначений для швидкісного спуску з засніжених схилів і гір. Сноуборд є плоскою конструкцією, що складається з ковзної поверхні, що стикається з снігом, підставки — деки, на яку встановлено кріплення для ніг і металевого канта, що проходить по краю усього снаряда та призначений для управління рухом сноуборду за допомогою прийомів, званих загальним терміном «перекантовка».

## Історія
Першою сучасною подобою сноуборду був снерфер (snurfer — слово, складене з двох інших — snow («сніг») і surf — «серф»), придуманий і виготовлений Шерманом Поппеном для дочки в 1965 році в місті Мускегон, штат Мічиган. Він склеїв дві лижі в одне ціле. Вже наступного року було розпочато виробництво снерфера як дитячої іграшки. За конструкцією він був дуже близький до скейтбордової деки, тільки без коліс. Снерфер не мав кріплень, і щоб утриматися на снаряді, потрібно було триматися за мотузку, прив'язану до носа; крім цього, інструкція рекомендувала використовувати для катання нековзне взуття. Протягом 1970-х і 1980-х йшло зростання популярності цього виду спорту, і ряд видатних ентузіастів, таких як Димитрій Милович, Джейк Бертон (засновник компанії Burton Snowboards), Том Сімс (засновник компанії Sims Snowboards) і Майк Олсон (засновник компанії Mervin Manufacturing) внесли великий внесок у вдосконалення спорядження, що й визначило сучасний вид сноуборду.
Димитрій Милович, серфер із східного узбережжя США, надихнувшись спуском з гори на кавовому підносі, в 1972 році заснував компанію Winterstick з випуску сноубордів, яка вже через 3 роки удостоїлася згадки в журналі Newsweek. Дошки Winterstick успадковували конструкційні принципи від серфа та лиж. Навесні 1976 двоє скейтбордистів з Уельсу, Джон Робертс і Піт Меттьюс виготовили фанерну дошку з кріпленнями для катання на гірськолижному схилі зі штучним покриттям у своєму шкільному таборі в містечку Огмор-бай-Сі, Уельс, Велика Британія. Проте подальшій розробці перешкоджало те, що під час катання Меттьюс отримав серйозну травму і доступ до схилу був закритий. Снаряд, винайденими Джоном і Пітом був набагато коротшим за сучасні сноуборди; ковзна частина дошки була закруглена з усіх сторін, що погіршувало її маневреність.
У 1979 році, неподалік від міста Гранд Рапідс, штат Мічиган, було проведено перший в історії Світовий чемпіонат із снерфінгу. У цих змаганнях брали участь і Джейк Бертон, який удосконалив снерф, додавши кріплення для ніг. Багато протестували проти участі Джейка через те, що його снаряд відрізнявся від оригінального, однак Пол Грейвс, найкращий з снерфінгістів того часу, спільно з іншими райдерами, попросив дозволити виступ. У результаті був створений окремий конкурс, в якому Бертон і переміг, будучи єдиним учасником. Цей чемпіонат тепер прийнято вважати першими в історії змаганнями зі сноуборду, як самостійної дисципліни.
У 1982 році в містечку Суісайд Сікс (недалеко від міста Вудсток, штат Вермонт) були проведені перші загальнонаціональні змагання США зі слалому.
У 1983 році, на Сода Спрінгс, штат Каліфорнія, відбувся перший Світовий чемпіонат по хаф-пайпу. Організатором виступили Том Сімс і Майк Чантрі, місцевий сноуборд-інструктор.
Зростання популярності сноуборду привів до офіційного визнання його як спорту: у 1985 році на австрійському гірськолижному курорті Цюрс відбувся перший Світовий кубок. Роком раніше, для розробки загальних правил змагань та організації їх проведення була створена Міжнародна асоціація сноуборду (ISA). Сучасні змагання зі сноуборду вищого рівня, такі як Олімпійські ігри, X-Games, US Open і інші транслюються телебаченням по всьому світу; багато гірськолижні курорти створюють парки — спеціальні споруди зі снігу для трюкового катання на сноуборді (і лижах). Сноубординг розвинувся навіть у тих країнах, де майже не випадає сніг, наприклад, в Австралії.
Перші сноуборди не відрізнялися хорошою керованістю, що привело до заборони їх використання на багатьох гірськолижних курортах того часу. З цієї причини довгі роки існувала взаємна неприязнь між гірськолижниками і сноубордистами. До 1985 року тільки 7 % курортів в США допускали сноубордистів на свої схили, приблизно стільки ж у Європі. Разом з тим, як йшло вдосконалення обладнання і техніки катання, ця цифра збільшувалася. До 1990 року більшість великих курортів обзавелися окремим схилом для катання на сноуборді. На сьогоднішні приблизно 97 % курортів Північної Америки і Європи дозволяють катання на сноуборді, і приблизно половина з них будує у себе парки і хаф-пайпи.
У Радянський Союз перший сноуборд привіз відомий футбольний коментатор Володимир Маслаченко. Будучи великим любителем гірськолижного спорту, повертаючись з Олімпіади в Калгарі в 1988 році Маслаченко привіз до Москви нове модне захоплення — сноуборд. Відразу ж з «фірмової» дошки умільцями була зроблена матриця і виготовлені точні копії.
Найбільша кількість сноубордистів — близько 6,6 мільйонів — була зафіксовано в 2004 році. До 2008 це число скоротилося до 5,1 млн через малосніжні зими і так зване «повернення лиж» — процес, особливо характерний для Європи. Середній вік сноубордистів від 18 до 24 років, жінки становлять близько 25 % від загального числа.

## Спорядження для сноубордингу

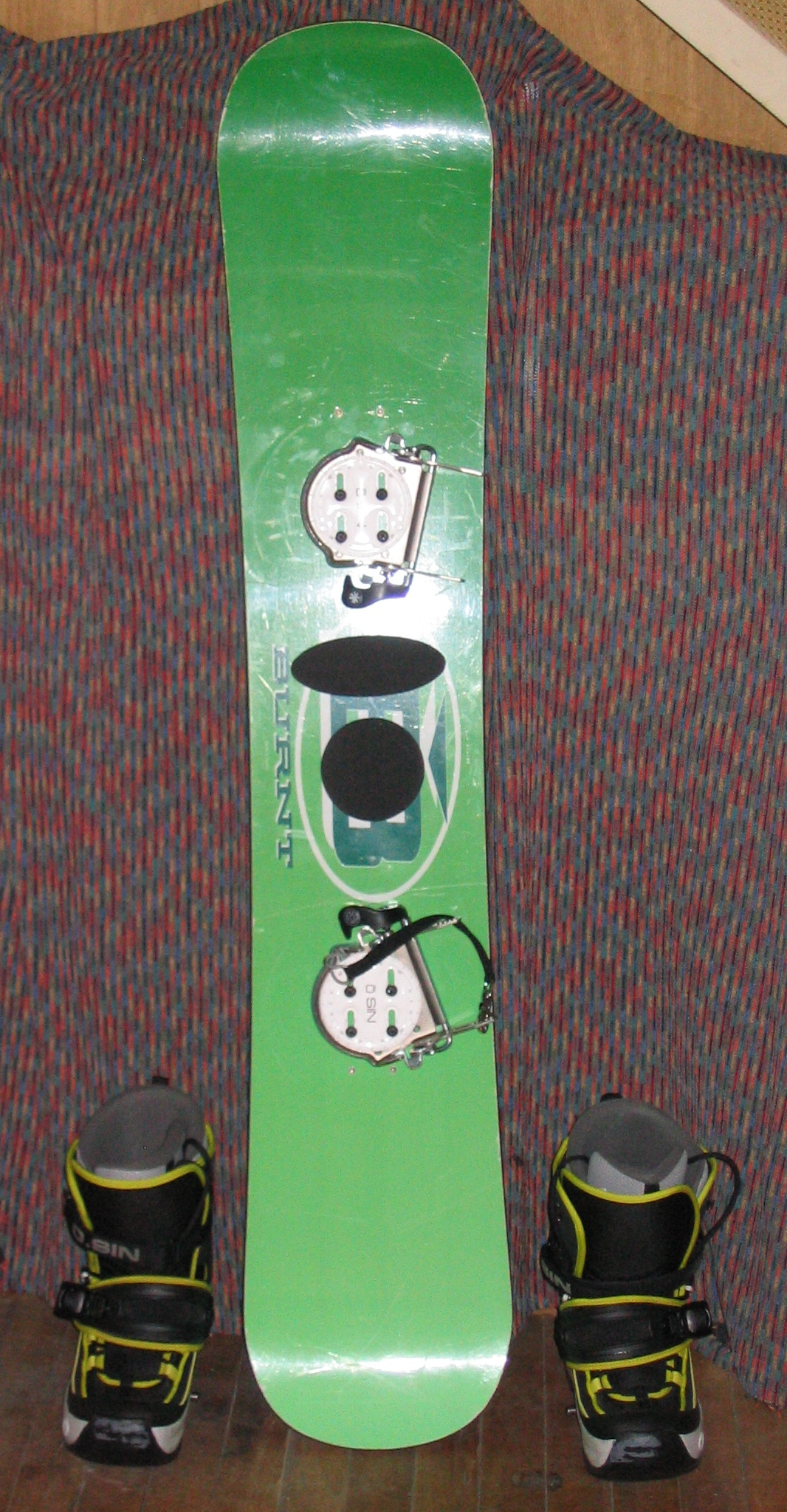
Сноуборд із кріпленням з автоматичною засувкою (step-in) та ботами

### Типи дощок
Сучасний сноуборд — це високотехнологічний виріб, що представляє сплав технологій і заснований на сучасних композитних матеріалах, а тому легкий і міцний. Як правило, внутрішня конструкція сноуборду являє собою «сендвіч», тобто багатошарову конструкцію з вуглепластика, скловолокна та дерева або так званого «Кеп» (можна зустріти гібридну будову). Ковзаюча поверхня виготовляється, головним чином, з поліетилену зі спеціальними добавками для зменшення тертя. На верхній частині сноуборда нанесено захисне покриття та малюнок.
Існує три основних (не рахуючи проміжних і екзотичних) типу сноубордів:
- Жорсткі (Alpine). Направлені, довгі і вузькі дошки з невираженим носом і хвостом. Використовуються тільки з жорсткими кріпленнями і жорсткими черевиками. Призначені як для спортивних дисциплін (паралельний слалом, паралельний гігантський слалом, сноубордкросс), так і для карвінга . Цей тип дощок характеризується максимальними швидкостями, чіткою реакцією і вимогливістю до навичок і фізичної підготовки. Слаломні дошки коротші і мають менший радіус, карвінгові (екстрим-карвінгові) — велику довжину і радіус і специфічну торсіонну жорсткість.
- Фрірайд  . Направлені дошки для катання в цілині. Як правило мають значну довжину, широкий ніс і зміщені до хвоста заставні. Дошки цього типу використовуються як з м'яким, так і з жорстким сетап. Яскравим представником цього типу дощок є сваллоу-тейл (англ. swallow-tail, укр. ластівчиний хвіст) — довгі дошки з широким носом і хвостом, розділеним на дві частини подібно хвосту ластівки. Дані дошки характеризуються збільшеною площею ковзання, максимальної ефективної довжиною кантів і здатністю «спливати» в снігу.
- М'які: Найпоширеніший тип дощок. Існує безліч різновидів цього типу, призначені для дисциплін: фристайл, джиббінг та універсальні (All-Mountain) для беккантрі. Як правило, дошки цих типів мають невелику довжину, слабо виражену спрямованість або не мають спрямованості (Twin-tip), невелику жорсткість. Дошки для джиббінгу робляться без кантів. Дошки для фрістайлу можуть призначатися для окремих його різновидів: біг-ейра, хаф-пайпа, сноуборд-парка і т. д.

М'який сноуборд найкраще підходить для початківця.

### Черевики
Черевики для занять сноубордингом бувають двох основних типів: жорсткі і м'які. Жорсткі черевики являють собою конструкцію з зовнішнього пластмасового черевика і м'яких внутрішньої частини (тобто майже повний аналог гірськолижних черевик), а м'які черевики відрізняються тим, що зовнішній черевик має незначну жорсткість.

### Кріплення
Кріплення для ніг встановлюються на спеціальні поглиблення з різьбленням, які називаються «заставними». Кількість таких заглиблень може бути від 2 і більше на одне кріплення, що забезпечує потрібне регулювання для конкретного стилю катання і для зручності. Існує два основних види кріплень, які розрізняються способом фіксації черевика і механікою.
- М'які кріплення, що складаються з платформи, що кріпиться до сноуборду, і спеціальних ременів з клямками, до даного типу кріплень підходять будь-які м'які черевики.
- Жорсткі кріплення. Зустрічаються з автоматичною засувкою (step-in) і звичайні жорсткі кріплення. До жорстких кріплень підходять тільки спеціальні жорсткі пластикові черевики.

## Стійка
Загальноприйнято поділ спортсменів на «регуляр» (англ. regular — звичайний), що ставлять вперед ліву ногу, і «Ґуффі» (англ. goofy — нетямущий), що ставлять вперед праву, як у скейтбордингу. Така термінологія, проте, зовсім не означає, що одна стійка є правильною, а інша ні, або навіть, що «регулярних» в загальному більше, ніж «ґуффі». Кожен спортсмен з плином часу знаходить стійку, що найбільше підходить для нього; деякі не відносять себе ні до тих, ні до інших і постійно міняють стійки.
Стійка визначається кутом повороту кріплень щодо довжини сноуборду. Прямий кут щодо довжини дошки приймається за нуль градусів. Позитивними вважаються такі кути, при яких носок повернутий у бік руху; якщо носок повернутий у зворотний бік, кут вважається негативним. Передня нога звичайно не ставиться під негативним кутом, так як у цьому разі їздець рухається спиною вперед. Задня нога може ставитися як під позитивним, так і під негативним кутом, залежно від мети спортсмена.
Кути повороту кріплень сноубордист вибирає відповідно до завдання і виходячи з особистих уподобань.
- Передня стійка підходить в більшості випадків, передня нога повернена приблизно на кут від 15° до 21°, а задня — на кут від 0° до 10°. Ця стійка зазвичай рекомендується інструкторами; стабільність такої стійки зазначається також у деяких бойових мистецтвах. З іншого боку, баланс спортсмена значно відрізняється при їзді в стійці, зворотній основній. Це можна компенсувати, навчившись їздити задом наперед у цій стійці, або вибравши іншу стійку, таку як стійка враскоряку або пряма.
- Пряма стійка популярна серед райдерів, які бажають мати жорстку стійку при їзді в прямому і зворотному напрямках. Обидві ноги при цьому ставляться впоперек дошки, тобто кути встановлюються приблизно в 0°. На вузьких дошках (або якщо у спортсмена великі ноги) це може призводити до того, що сильно виступаючі за край дошки носки черевиків будуть чіплятися за сніг під час різкого повороту на передньому канті.
- Качина стійка (англ. Duck stance) корисна для трюків, тому що повністю усуває пряме зміщення, так як ноги розгорнуті в різні боки. У загальному випадку, ноги в цій стійці не обов'язково розгорнуті на однаковий кут. Задня нога просто повинна бути розгорнута на кут, менший нуля. Таким чином, їздець може змінювати напрямок руху в будь-який момент. Така зміна стійки під час руху називається фінт (іноді «перехоплення») (англ. fakie, switch — фінт, перемикання).
- Гірська стійка, також іноді альпійська (калька з англ. alpine — альпійський, високогірний) передня нога розгорнута на кут до 90°, задня зазвичай трохи менше. Використовується спортсменами і на жорсткому обладнанні.

Слід пам'ятати, що наведені кути ніяк не стандартизовані, і їздець сам з часом підбирає собі кути для кожної з можливих стійок.